# Capparis monantha
Capparis monantha är en kaprisväxtart som beskrevs av M. Jacobs. Capparis monantha ingår i släktet Capparis och familjen kaprisväxter. Inga underarter finns listade i Catalogue of Life.